# Fatma Hundi Hatun
Fatma Hundi Sultan Hatun (turco ottomano: خوندي فاطمة سلطان خاتون; lett. "colei che si astiene" e "di nobile nascita"; Bursa, 1375 – Bursa, 1430) è stata una principessa ottomana, figlia del sultano Bayezid I e moglie di Emir Sultan.

## Nome
Il suo nome è registrato nelle fonti sia come "Fatma" che come "Hundi", nonché come "Fatma Hundi" o "Hundi Fatma". Il nome Hundi non è largamente attestato nella storia ottomana precedente il suo matrimonio, ma essendo però un nome tipico dei mamelucchi e dei selgiuchidi, derivato dal titolo khundat dato alle donne delle rispettive dinastie, è stato ipotizzato che il suo nome di nascita fosse Fatma, mentre Hundi sarebbe quello assunto dopo le nozze, quando divenne anche nota come Sultan Hatun.

## Biografia
Fatma Hundi Hatun nacque nel 1375 a Bursa, figlia di Bayezid, figlio del sultano Murad I, che nel 1389 sarebbe salito al trono come Bayezid I. Sua madre è ignota, anche se, basandosi sulla sua data di nascita, è stato ipotizzato potesse essere la figlia di Costantino di Kostedil, che venne data a Bayezid come consorte nel 1372. 

### Leggenda del matrimonio
Nel 1390, la quindicenne Hundi sposò Şemseddin Mehmed. Nato a Bukhara, era un seyyid e uno dei cittadini più in vista di Bursa, dove era noto come Emir Bukhara. 
Intorno alla vicenda delle loro nozze sorse una fiorita leggenda, secondo cui nel 1390, mentre Bayezid era in guerra, Mehmed soggiornava come ospite nel suo palazzo di Bursa. Qui ebbe un sogno profetico in cui Maometto gli ordinava di prendere in moglie la figlia di Bayezid, Hundi. Dopo due notti, Hundi, che aveva fatto anche lei lo stesso sogno, si recò da lui e gli disse: "Questo matrimonio ha già avuto luogo agli occhi di Allah. Tuttavia, secondo la legge islamica, il matrimonio legale è obbligatorio". È così, con la testimonianza di tutte le personalità di Bursa, i due si sposarono senza il consenso di Bayezid. Quando la notizia lo raggiunse, inviò una squadra di quaranta uomini al comando di Süleyman Pasha per uccidere il genero e tutti coloro che avevano permesso le nozze, ma nessuno riuscì ad eseguire gli ordini a causa di una serie di miracoli. Allora il qadi di Bursa, Molla Fenari, scrisse a Bayezid che Mehmed era un discendente di Maometto e un degno marito per sua figlia, e che Allah lo aveva dimostrato salvandogli la vita. Così, Bayezid rientrò a Bursa e si riconciliò con la figlia e il genero, che da quel momento venne chiamato Emir Sultan.

### Analisi storica
Sebbene il matrimonio fra Hundi e Mehmed sia storicamente accertato, così come il nome "Emir Sultan" preso da lui dopo le nozze, gli storici non sono concordi su quali altri aspetti della leggenda possano basarsi su fatti reali. 
Secondo un'analisi, il matrimonio non fu affatto combinato alle spalle di Bayezid, ma fu organizzato da lui stesso perché stimava Mehmed e lo voleva come genero. Secondo alcuni degli storici che seguono questa versione, il matrimonio fu sia politicamente motivato che d'amore, dal momento che Bayezid sapeva dei sentimenti reciproci di Mehmed e Hundi e ne tenne conto al momento di scegliere la sposa. 
Secondo una seconda ricostruzione, Mehmed approfittò dell'assenza di Bayezid per sedurre Hundi e rapirla. In seguito, per salvare la ragazza dalla vergogna, Molla Fenari li sposò legalmente e scrisse al sultano dei miracoli di Mehmed per spingerlo ad accettare la cosa. 
Il matrimonio di Hundi è considerato unico nella storia della dinastia ottomana: è l'unico registrato fra una principessa e un seyyid, nonché l'unico che potrebbe aver avuto luogo senza il consenso del sultano o comunque di un parente stretto della sposa, e la sua leggenda è descritta come l'ultimo episodio della mitologia ottomana iniziata con il sogno di Osman. 

### Vita successiva
Dopo il matrimonio, la coppia si stabilì a Bursa ed ebbe quattro figli e due figlie. Hundi rimase vedova nel 1429, quando suo marito e probabilmente almeno alcuni dei suoi figli morirono durante un'epidemia di peste. 
Lei stessa morì l'anno seguente, nella stessa epidemia o, secondo la leggenda, di dolore. L'intera famiglia è sepolta in una türbe nella Moschea di Emir Sultan di Bursa.

## Discendenza
Dal suo matrimonio, Hundi Hatun ebbe quattro figli, fra cui Emir Ali Bey, e due figlie gemelle. Tutti e sei i suoi figli morirono prima della madre e furono sepolti coi genitori a Bursa.  